# Nossa Senhora das Brotas (Piraí do Sul)
Nossa Senhora das Brotas é um título católico com origem em Portugal e dedicado a Maria, mãe de Jesus de Nazaré, que embora tenha uma origem mais antiga, em Piraí do Sul possui outra origem. Venerada como protetora do gado, plantações, doentes e necessitados, Nossa Senhora das Brotas também é considerada padroeira de Piraí do Sul, do Caminho das Tropas e da Rota dos Tropeiros. O introdutor do culto a Nossa Senhora das Brotas nesta região brasileira foi São Frei Galvão, no ano de 1808. A imagem, que é uma réplica da estampa original, fica no Santuário de Nossa Senhora das Brotas, localizado no Parque das Brotas no município de Piraí do Sul, onde é feito anualmente a Festa de Nossa Senhora das Brotas. Em dezembro de 2001, o Santuário foi invadido e a imagem foi encontrada em pedaços, no ano seguinte, após restauração retornou para Piraí do Sul.

## História
O culto a Nossa Senhora das Brotas em Piraí do Sul tem início em 1808, quando o Frei Antonio de Sant’Ana Galvão, hoje São Frei Galvão, em missão à Província Franciscana da Imaculada Conceição. Ao chegar às margens do Rio Piraí, decidiu ficar alguns dias no povoado, pregando e atendendo ao povo da região. Enquanto permaneceu na região, ficou na casa de dona Ana Rosa Conceição de Paula, e ao se despedir da casa a qual foi acolhido, deu de presente uma estampa de Nossa Senhora das Barracas com a dedicatória: “Lembrança do Frei Galvão”, além de ter dito:
| “ | “Venerai sempre esta Santa Efígie, porque ela é muito milagrosa.” | ” |

A estampa foi colocada em uma cartolina dura, para melhor conservá-la rodeando-a com uma moldura de madeira, tendo em sua residência, recebido um lugar de grande destaque.
Anos após, Ana Rosa de Paula, contraiu segundas núpcias com Joaquim Maciel, transferindo-se para a casa deste. Ao momento da mudança a estampa foi perdida e apesar das buscas, não conseguiram encontrar. Certo dia, indo pelas cercanias de sua casa, no mato ali existente, que fora totalmente destruído por um grande incêndio, a Srª Ana, encontrou a estampa, no dia 26 de dezembro, entre raízes e brotos novos de vegetação. O fogo havia destruído totalmente a moldura de madeira, sem, no entanto, lesar a estampa de papel, que ficou levemente chamuscada. Perplexos com este fato, interpretaram-no como um milagre operado por Nossa Senhora. Com o fato as pessoas decidiram rebatizar a estampa com o nome de Nossa Senhora das Brotas.
Em 2004, Nossa Senhora das Brotas foi considerada e declarada “Padroeira do Caminho das Tropas”. Também em 2004, Nossa Senhora das Brotas foi conclamada padroeira da Rota dos Tropeiros, que é a parte paranaense do Caminho, indo de Sengés até Rio Negro, passando por 16 municípios.

## Efígie

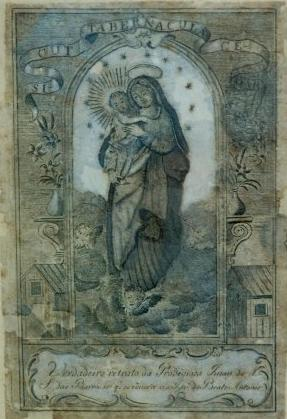
Estampa de Nossa Senhora das Barracas (Portugal). Depois do milagre de ter sido encontrada, após um incêndio campal, intacta em meio a brotos novos de vegetação, passou a ser chamada de Nossa Senhora das Brotas.

Com o decorrer dos anos houve a deterioração da estampa, a qual foi levada ao Laboratório de Restauração da Biblioteca Nacional no Rio de Janeiro. Na ocasião, o perito em documentos da antiguidade, Adalberto Barreto, confirmou que a procedência da estampa era mesmo de Portugal.
Na efígie aparece Nossa Senhora com o Menino Jesus no braço direito e Jesus aparece aconchegado, como quem procura refúgio. A estampa é uma litografia impressa em papel, medindo 10 x 16 cm. Aos pés de Nossa Senhora se vêem nuvens e entre elas três anjos. Nas margens laterais há tendas ou tabernáculos.
Sob Nossa Senhora há a frase “Sicut Tabernacula Cedar”, que foi retirada da Bíblia, do Cantares 1:4. O referido trecho é referido aos cedarenos, que eram um povo nômade dos tempos antigos que, em suas viagens, habitava em tendas ou tabernáculos humildes. Para denotar a pobreza em que essas pessoas viviam, o texto bíblico a compara com a riqueza do rei Salomão, que, em sentido figurado, significa que Ela, apesar de ser pobre, humilde e simples como as habitações dos cedarenos, possui ao mesmo tempo muitas riquezas espirituais. Também na parte superior está, em um fundo branco, a auréola e doze estrelas ao redor da cabeça de Nossa Senhora.
No rodapé da estampa está a frase: “Verdadeiro retrato da Prodigiosa Imagem de Nossa Senhora das Barracas, que se venera na Igreja do Beato Antônio”, indicando que a gravura é uma cópia fiel da imagem original que é venerada na igreja do santo, natural de Lisboa, Santo Antônio de Pádua.
O título original de “Nossa Senhora das Barracas” nunca foi usado pelo povo, pelo qual era chamada simplesmente de “Santa”. Mas desde o dia em que foi encontrada em meio às cinzas e entre novos brotos foi chamada de “Nossa Senhora das Brotas”.

## Imagem de Nossa Senhora das Brotas
Há também a réplica da estampa de Nossa Senhora das Brotas a qual mede 70 cm de altura e foi esculpida em Portugal no ano de 1962 em cedro brasileiro, onde deve-se destacar os olhos. A imagem é uma encomenda feita na Casa de Arte Sacra, Américo Fânzeres Ltda., estabelecida na cidade de Braga, sendo que com a coroa a imagem mede 84 cm.
A imagem possui duas coroas, sendo a de Nossa Senhora feita de metal dourado e a do Menino Jesus de filigrana lavrada de prata e dourada. O manto de veludo é azul escuro de fabricação francesa e foi bordado com fios de ouro.
O transporte da imagem de Portugal para o Brasil foi facilitado pelo Exmo. Sr. Dr. Francisco Negrão de Lima, que era na época o Embaixador Brasileiro em Lisboa, e conseguiu um avião da FAB. Devido às exigências da Alfândega, a Casa de Arte Sacra Américo Fânzeres se encontrava em dificuldades para o despacho da imagem.
Em 1 de dezembro de 2001, o Santuário em Piraí do Sul foi violado e a imagem encontrada aos pedaços, mas, após restauração, retornou ao local em 15 de junho de 2002.

## Santuário de Nossa Senhora das Brotas
O primeiro lugar de veneração da efígie foi o oratório familiar da casa de Ana Rosa da Conceição de Paula e os primeiro devotos eram os tropeiros que passavam pela região. Os arredores do templo era utilizado como pouso dos tropeiros, que vinham da região de Viamão, no Rio Grande do Sul, rumo a Sorocaba, em São Paulo. A primeira capela dedicada a Nossa Senhora das Brotas foi construída em 1880, feita de pau-a-pique e media 6 x 8 metros e era contígua à casa. A capela foi mais tarde restaurada e foi conservada até o ano de 1938, seus últimos restos foram retirados em 1961, para que fosse feita terraplenagem do local para a construção de um pavilhão de festas.
Em 1936 foi feita a venda da propriedade para a Mitra Diocesana, que então pertencia aos descendentes de Ana Rosa. Desde então, as Brotas, como é conhecida a região, com suas benfeitorias deixou de ser uma propriedade particular para pertencer definitivamente à Igreja.
No ano de 1938 houve um esforço para promover o culto de Nossa Senhora, então foi construído uma capela nas dimensões de 8 x 17 metros feito de alvenaria que possuia uma torre em formato piramidal. Foi conseguido também uma doação de meio alqueire de terreno, contíguo ao já adquirido na compra. Em 1948 a torre em formato piramidal foi substituida por uma torre em formato abaulado. O atual santuário, também chamado de Santuário da Virgem das Brotas, em formato de coroa, foi construído em 1985.
No dia 21 de dezembro de 1999, o Governo do Estado do Paraná instituiu Piraí do Sul como Pólo Turístico Religioso, devido ao Santuário de Nossa Senhora das Brotas.
Em 2004, Dom Sérgio Arthur Braschi, Bispo Diocesano de Ponta Grossa e Secretário do Concelho Episcopal Regional Sul II da CNBB em atendimento ao pedido do Coordenador Geral do Grupo de Trabalho do Projeto “Caminho das Tropas”, o Sr.Jorge Rosas Demiate, formulado por decisão dos Srs. Secretários de Turismo do Paraná, Santa Catarina, Rio Grande do Sul e São Paulo, declarou em âmbito diosesano, que o santuário existente nos bosque de Piraí do Sul se constitui em “Marco Religioso do Caminho das Tropas”.
Em 18 de maio de 2011, foi firmado o protocolo entre o prefeito de Nova Trento, Orivan Jarbas Orsi e o prefeito de Piraí do Sul, Antonio El Achkar na CNBB em Curitiba com a intenção entre Piraí do Sul, com o Santuário de Nossa Senhora das Brotas e Nova Trento, com o Santuário de Madre Paulina de desenvolver um circuito de turismo religioso sustentável entre os dois municípios, firmando uma parceria entre as prefeituras, incorporando vários roteiros turísticos, de modo a permitir o desenvolvimento das regiões onde os caminhos ocorrem.

## Festa de Nossa Senhora das Brotas
Originalmente o dia escolhido para celebrar a festa da padroeira é o dia 26 de dezembro, pois nessa data que foi reencontrada a imagem. Mas havia uma inconveniência administrativa de promover a festa logo após o Natal. Em 1931 a festa foi transferida para o dia 27 de dezembro, de forma a obter um intervalo de um dia entre as duas festas.
Atualmente a Festa de Nossa Senhora das Brotas é uma das mais tradicionais festas religiosas do Estado do Paraná, realizada anualmente em 27 de dezembro, dia de Nossa Senhora das Brotas. A festa que acontece desde 1880 e nela é feita uma tradicional procissão, saindo da Igreja Matriz da cidade e indo até o Santuário, além de outros eventos. Em Piraí do Sul, 27 de dezembro é feriado municipal. A festa foi importante para arrecadar o dinheiro para a construção da Igreja de São José Operário, pois a Igreja Matriz de Piraí do Sul não comportava o número de fiéis, outra importante fonte de renda para a construção da igreja foi a Caritas da Alemanha e as inúmeras festas criadas para essa intenção.